# 생방송 오픈 스튜디오
《생방송 오픈 스튜디오》는 채널A에서 2012년 10월 25일부터 2013년 11월 28일까지 방송했던 연예 정보 프로그램이었다.

## 방송 시간
| 방송 채널 | 방송 기간                          | 방송 시간                 |
| --------- | ---------------------------------- | ------------------------- |
| 채널A     | 2012년 10월 25일 ~ 2013년 3월 28일 | 매주 목요일 밤 8시 40분   |
| 채널A     | 2013년 4월 4일 ~ 2013년 5월 2일    | 매주 목요일 저녁 6시      |
| 채널A     | 2013년 5월 9일 ~ 2013년 8월 30일   | 매주 목요일 저녁 7시 10분 |
| 채널A     | 2013년 9월 6일 ~ 2013년 11월 28일  | 매주 목요일 밤 8시 30분   |